# Hemioplisis fasciata
Hemioplisis fasciata är en fjärilsart som beskrevs av Stephens 1829. Hemioplisis fasciata ingår i släktet Hemioplisis och familjen mätare. Inga underarter finns listade i Catalogue of Life.